# Ganzir
Ganzir – w mitologii sumeryjskiej wejście do świata podziemnego, chronione przez siedem bram, z których każda była strzeżona przez odźwiernego.